# Escut de Sant Pere de Torelló

Escut oficial de Sant Pere de Torelló

L'escut oficial de Sant Pere de Torelló té el següent blasonament:
Escut caironat: de sinople, 2 claus passades en sautor amb les dents a dalt i mirant cap enfora, la d'or en banda per damunt de la d'argent en barra; sobremuntades d'una torre d'or oberta. Per timbre una corona mural de vila.

## Història
Va ser aprovat el 4 de desembre del 2000 i publicat al DOGC el 27 de desembre del mateix any amb el número 3292.
Les claus són l'atribut de sant Pere, patró de la vila. La torre és el senyal parlant de Torelló, i al·ludeix al fet que la vila de Sant Pere va pertànyer al municipi de Torelló fins al 1630.